# Nikos Galis
Nick Gallis (en grec:Νίκος Γκάλης); (Nova Jersey, Estats Units, 23 de juliol de 1957) és un exjugador de bàsquet greco-estatunidenc de la dècada dels dels 80 i que és membre del Saló de la fama de la FIBA i del Saló de la Fama del bàsquet grec.

## Biografia
Gallis va guanyar 8 vegades el títol de lliga grec, els anys 1983, 1985, 1986, 1987, 1988, 1989, 1990 i 1991. A més va guanyar en 7 ocasions la copa grega: 1985, 1987, 1988, 1989, 1990, 1992, 1993, a més de diversos títols a nivell individual com ara 5 MVPs de la temporada regular, 11 vegades màxim anotador de la lliga, 4 vegades màxim assistent de la lliga, líder en assistències a l'Eurolliga el 1994, dues vegades màxim anotador a l'Eurolliga, membre del Saló de la fama del bàsquet grec, membre del FIBA Hall of Fame des de l'any 2007 i seleccionat com un dels 50 grans contribuïdors de l'Eurolliga.
Galis va jugar en la posició d'escorta i va passar la major part de la seva carrera a l'Aris de Salònica, abans de retirar-se en la seva última temporada amb el Panathinaikos. És líder absolut de l'Eurolliga tant en punts per partit (comptant tant partits a la FIBA com a l'ULEB), essent màxim anotador vuit vegades. Va arribar a la Final Four de l'Eurolliga en quatre ocasions, tres de consecutives amb l'Aris (1988-90), i una altra amb el Panathinaikos (1994). És també el màxim encistellador de tots els temps de la Lliga grega de bàsquet (en tots els seus formats), tant en punts per partit com en punts aconseguits al llarg de la seva carrera. A més d'això, té el rècord de puntuació del Mundial de bàsquet, així com el rècord de mitjana de punts aconseguits per partit en campionat, així com el de punts anotats en un Campionat Mundial (ho va aconseguir al Campionat de 1986).

## Clubs
- Aris Salònica BC (1979-1992)
- Panathinaikos BC (1992-1994)

## Palmarès

### Nacional
- Lliga de Grècia: 8

Aris Salònica: 1983, 1985, 1986, 1987, 1988, 1989, 1990, 1991
- Copa de Grècia: 7

Aris Salònica: 1985, 1987, 1988, 1989, 1990, 1992
Panathinaikos BC: 1993

### Èxits individuals

#### Amb la selecció grega
- MVP de l'europeu:  1987
- Màxim anotador del mundial: 1986
- Màxim anotador dels europeus:4 (1983, 1987, 1989, 1991)
- Quintet ideal de l'Eurolliga: 4 (1983, 1987, 1989, 1991)

#### Club
- Màxim anotador de la Lliga de Grècia: 11 (1981-1991)
- MVP de la Lliga de Grècia: 5 (1988-1992)
- Mr. Europa (1987)
- Euroscar Award (1987)